# ケンジ (日本の理容業・美容業)
株式会社ケンジ（KENJE）は湘南を中心に「KENJE」「STYLE」「LUCK」「CAPA」「CREA」等のブランドで美容院・マツエクサロンを133店舗展開している神奈川県藤沢市の企業である。

## 概要
1971年（昭和46年）11月15日に飯嶋勝男・恵美子夫妻により神奈川県藤沢市に美容室開業。その後1979年（昭和54年）12月に法人化。のれん分けフランチャイズ方式のドミナント出店で店舗を拡大し現在に至る。主力は美容室「KENJE」ブランド。首都圏（神奈川・東京）で130店舗。創業から長らく神奈川東京で店舗展開していたが、2018年に福岡、2022年に北海道にも出店した。自社開発商品のシャンプー剤・トリートメント剤・ボディーソープ・ヘアスタイリング剤・アウトバストリートメント等も販売。
創業の飯嶋勝男から二代目の本多義久、三代目の西山和平と家族承継ではなくプロパー社員に事業承継している美容室では珍しい会社である。

## 店舗

### 神奈川県藤沢市
- ぶらうん
- PAAQ
- STYLE藤沢
- PooL by STYLE
- Ruana by Fits
- LULU by KENJE
- KENJE enoshima
- Be2 by KENJE
- LUCK辻堂
- nene
- NOA by KENJE
- crop-es湘南辻堂
- Emio crop es
- SPRING藤沢本町
- LiNA
- KENJE藤沢駅前
- KENJE Logue
- creed
- KENJE善行
- KENJE湘南台WEST
- Nico by KENJE
- & by KENJE
- KENJE湘南台ANNEX
- LIMPS
- KENJE長後
- CARO by KENJE
- KENJE sanando

### 神奈川県茅ヶ崎市
- crop-es茅ヶ崎本店
- CAPA茅ヶ崎
- Ark+ing
- CREA茅ヶ崎北口
- CREA茅ヶ崎
- Ark
- KENJE smart
- STYLE茅ヶ崎
- Belinda by smart